# Wolf Kahl
Wolf Kahl (* 8. Februar 1950 in Köln; † 19. März 2016 in Treuenbrietzen) war ein deutscher Jurist. Er war von 2011 bis 2015 der Präsident des Brandenburgischen Oberlandesgerichtes.

## Leben

### Ausbildung und Laufbahn
Wolf Kahl besuchte die Schule in Köln und studierte in Köln und Düsseldorf Rechtswissenschaften. Im November 1977 trat er in Köln in den richterlichen Dienst ein. Er wurde 1980 zunächst zum Richter am Amtsgericht ernannt und nach zehn Jahren am Amtsgericht sowie einer kurzzeitigen Abordnung an das Oberlandesgericht Köln am 1. Oktober 1991 im Rahmen des Aufbaus Ost an das Ministerium der Justiz des Landes Brandenburg abgeordnet, wo er im Organisationsreferat tätig wurde. Ab Januar 1993 wurde er im Aufbaustab des Brandenburgischen Oberlandesgerichtes tätig und am 1. Dezember desselben Jahres schließlich zum Richter des 1. Zivilsenates am nun neu gegründeten Oberlandesgericht ernannt. Auch dort war er als Richter gleichzeitig für Verwaltungsaufgaben im Dezernat für Personalaufgaben zuständig.
Am 1. August 1997 gelang ihm der Aufstieg zum Vorsitzenden Richter am Brandenburgischen Oberlandesgericht sowie Leiter des 13. Zivilsenates. In seinem Zivilsenat beschäftigte er sich u. a. besonders mit Streitigkeiten aus Werk- und Dienstverträgen sowie dem Erbrecht. Am 19. Juni 2006 gelang ihm ein weiter Aufstieg; er wurde zum Vizepräsidenten des Oberlandesgerichtes und gleichzeitig zum Leiter des 1. Zivilsenates, welcher u. a. für Pressesachen zuständig ist, ernannt.
Kahls Höhepunkt der Karriere war schließlich die Ernennung zum Präsidenten des Brandenburgischen Oberlandesgerichtes. Am 24. Februar 2011 überreichte der Minister der Justiz des Landes Brandenburg, Volkmar Schöneburg, Wolf Kahl die Ernennungsurkunde. Davor war Kahl am 26. Januar 2011 vom Richterwahlausschuss gewählt worden. Kahl folgte auf den Oberlandesgerichtspräsidenten Wolfgang Farke, welcher mit Wirkung vom 31. Dezember 2010 in den Ruhestand eingetreten war. Er leitete auch als Oberlandesgerichtspräsident weiterhin den Pressesenat.
Am 30. Juni 2015 trat Wolf Kahl in den Ruhestand ein. Ihm folgte Klaus-Christoph Clavée als Oberlandesgerichtspräsident.

### Engagement und Privates
Darüber hinaus engagierte Kahl sich seit 1994 im Vorstand und von 1998 bis 2006 als Vorsitzender Landesverbandes Brandenburg des Deutschen Richterbundes. Des Weiteren war er für zwei Wahlperioden Mitglied des Richterwahlausschusses und Vorsitzender des Gesamtrichterrates. Er war außerdem der stellvertretende Vorsitzende der Einigungsstelle der Stadt Brandenburg an der Havel. Seit 1994 engagierte er sich in der Brandenburgischen Juristischen Gesellschaft, seit 2006 als deren Vorsitzender. Im Jahr 1996 wurde er Mitglied des Rotary Clubs und amtierte in den Jahren 2005 und 2006 als dessen Brandenburger Präsident. Er war zudem Senator des Brandenburger Karnevalsvereins (BKC).
Er war verheiratet und hat drei Kinder. 